# Philippe Chatel
Philippe Chatel, nacido Philippe de Châteleux de Villeneuve-Bergemont de Duras (París, 23 de febrero de 1948 - Ibidem, 19 de febrero de 2021), fue un cantautor francés.

## Carrera
Elempezó como mensajero de Henri Salvador, Chatel se familiarizó con Georges Brassens y luego comenzó a escribir sus propias canciones. Comenzó en 1977 con J't'aime bien Lili, y posteriormente escribió e interpretó Ma lycéenne, Tout quitter mais tout emporter y Mister Hyde. En 1979, saltó a la fama mundial con su escritura de la comedia musical Émilie Jolie. En 1997 se adaptó una segunda versión y dirigió una edición animada en 2011 con Francis Nielsen. El álbum de esta versión ganó el premio al Mejor Álbum Infantil en la ceremonia de Victoires de la Musique de 1999. Una actuación se adaptó nuevamente en 2018, con actores menos famosos que los presentados anteriormente. 
En 2016, Chatel lanzó un álbum titulado Renaissance, en el que expresó esperanza y amistad. En 2021, fue nominado para convertirse en miembro de la Académie Française, pero fue ignorado por Chantal Thomas.
Además de sus actividades musicales, Chatel también escribió una biografía titulada Brassens en 1975 y una novela en 1988 titulada Il reviendra, por la que fue invitado a hablar en el programa de entrevistas Apostrophes. En 2004, escribió la novela Le Roman d'Émilie Jolie. 

## Vida personal
Chatel era hijo del director de televisión François Chatel y estaba casado con Catherine Chatel, con quien tuvo dos hijos, Émilie (nacido en 1975) y Nicolas (nacido en 1981).
En 2006, Chatel estuvo involucrado en un grave accidente mientras viajaba en un quad cerca de Aix-en-Provence y pasó tres meses en coma. Pasó algún tiempo en silla de ruedas y rehabilitación, y quedó levemente paralizado de la mandíbula de por vida.
Chatel falleció de un ataque al corazón el 19 de febrero de 2021 en París, cuatro días antes de su 73 cumpleaños.

## Discografía
- Analizar (1976)
- Salut au temps qui passe (1978)
- Sentimientos (1978)
- Maquillajes (1981)
- Yin Yang (1982)
- Peau d'âme (1984)
- De todos modos (1994)
- Renacimiento (2016)

## Distinciones
- Oficial de la Orden de las Artes y las Letras (2018).[10]